# Damascene-Prozess
Der Damascene-Prozess ist, wie seine Weiterentwicklung, der Dual-Damascene-Prozess, ein Fertigungsprozess aus der Halbleitertechnik. Er wird vor allem bei integrierten Schaltkreisen (Mikrochips) mit Kupfer-Leiterbahnen verwendet.
Der Name „Damascene“ stammt von einer antiken Verzierungstechnik, der Tauschierung (auch Damaszierung, englisch damascening), bei der ein Material in vorher gefertigte Vertiefungen eingebracht wird.

## Hintergrund
Bis Anfang der 2000er Jahre wurde für die Halbleiterherstellung ausschließlich Aluminium als Leiterbahnmaterial verwendet. Für die Herstellung von Metallisierungsebenen (bestehend aus einer strukturierten Schicht für die Zwischenkontakte und einer weiteren Schicht mit den eigentlichen Leiterbahnen) wurde das Aluminium zunächst ganzflächig aufgebracht und anschließend durch Trockenätzverfahren strukturiert. Da für Kupfer kein vergleichbarer Ätzprozess zur Verfügung steht, konnte diese Verfahrensweise mit dem Umstieg einiger Unternehmen Anfang der 2000er Jahre zu Kupfer-Technologie, bei der das Aluminium als Leiterbahnmaterial durch Kupfer ersetzt wurde, nicht übernommen werden.
Als alternatives Herstellungsverfahren wurde der Damascene-Prozess bzw. seine Weiterentwicklung der Dual-Damascene-Prozess entwickelt.
Im Gegensatz zum Damascene-Prozess werden beim Dual-Damascene-Prozess die VIAs (englisch vertical interconnect access, Kontaktverbindungen zwischen zwei Metallisierungsebenen) und die darüberliegende Metallisierungsebene gemeinsam in einem Prozessschritt mit Kupfer gefüllt. Somit ist auch nur ein Kupfer-CMP-Schritt notwendig, bei dem das nach der galvanischen Abscheidung überstehende Kupfer eingeebnet wird.

## Verfahren

Der Damascene-Prozess für eine Ebene der Kupfermetallisierung

Ausgehend von einem vorhandenen Substrat, beispielsweise Silizium oder bereits abgeschiedene Metallisierungsebenen, wird zunächst eine Isolationsschicht (Dielektrikum), häufig Siliziumdioxid (SiO2) ganzflächig abgeschieden.
Es folgt eine fotolithografische Strukturierung, das heißt, es wird ein Fotolack aufgetragen und strukturiert. Die nun vorliegende strukturierte Fotolackschicht dient als Maskierung für den nachfolgenden Trockenätzprozess, mit dem die späteren Kontaktlöcher (Vias) bzw. Leiterbahnen geätzt werden. Die Ätzung endet auf der unter dem Dielektrikum befindlichen dielektrische Kupfer-Diffusionsbarriere (beispielsweise Siliziumnitrid), die als Ätzstoppschicht dient. Nach dem Ätzen wird der Fotolackrest entfernt.
Nach dieser Strukturierung folgt das Füllen der geätzten Gräben mit einem elektrisch leitendem Material, wie Kupfer oder Wolfram (eigentlich nur in der ersten Metallisierungsebene mit Kontakt zum Siliziumsubstrat).
Da Kupfer leicht in das Dielektrikum (inter metal dielectric, IMD, bzw. inter layer dielectric, ILD) diffundiert, ist es notwendig vor der Kupferabscheidung eine Diffusionsbarriere aufzutragen. Diese Diffusionsbarriere muss elektrisch leitfähig sein, da die Barriere auch am Boden der Vias, das heißt an der Kontaktstelle zweier Metallisierungsebenen, aufgetragen wird. Zudem verringert die Dicke der Barriereschicht den effektiven Durchmesser der Viaslöcher und erhöht damit deren elektrischen Widerstand. Auch um diesen Effekt zu minimieren, ist eine elektrisch leitfähige Barriere günstiger.
Die Kupferabscheidung selbst kann sowohl über eine elektrochemische Abscheidung oder eine metallorganische chemische Gasphasenabscheidung (MOCVD) erfolgen.
Beide Verfahren erfolgen wiederum ganzflächig, außerdem werden die Gräben „überfüllt“, so soll sichergestellt werden, dass keine Hohlräume zur nächsten Metallisierungsebene entstehen; der elektrische Kontakt wäre dann nicht sichergestellt bzw. würde einen höheren Widerstand aufweisen. Das überschüssige Kupfer wird anschließend durch chemisch-mechanisches Polieren (CMP) entfernt und eingeebnet.
Abschließend erfolgt nochmals die Abscheidung einer Barriereschicht, da andernfalls das Kupfer leicht in höhere Ebenen diffundieren könnte. Da die Barriereschicht wiederum ganzflächig abgeschieden und nicht weiter strukturiert wird, muss sie aus einem nichtleitenden Material bestehen (z. B. Siliziumnitrid). Andernfalls könnten Kurzschlüsse zwischen den Leiterbahnen einer Metallisierungsebene entstehen.
Anders als Aluminium bildet es aber kein schützendes Oxid. Die Barriereschicht dient daher gleichzeitig als Passivierungsschicht, das heißt, sie schützt das Kupfer vor der Umgebung. Dies ist notwendig da Kupfer leicht oxidiert und sich damit der elektrische Widerstand zu einer höheren Metallisierungsebene erhöhen würde. Das Kupferoxid ist durchlässig für Wasser und Sauerstoff, so dass mit der Zeit das Kupfer immer weiter oxidieren würde, wodurch die Leiterbahnen unbrauchbar werden. Darüber hinaus dient die Barriereschicht als Ätzstopp für einen nachfolgenden Damascene-Prozess.

## Aktuelle Entwicklungen
Bei weiterer Reduzierung der Strukturen sind Kupfer-Interconnects ungeeignet, da Kupfer nur in großen Strukturen eine gute Leitfähigkeit aufweist. In kleinen Strukturen und Filmen steigt sein Widerstand vergleichsweise zeitig an. Ursache ist, das Kupfer seine Leitfähigkeit nicht aus einer großen Anzahl von freien Ladungsträgern bezieht, sondern aus deren großer freier Weglänge, die in kleinen Strukturen und Filmen gestört wird. Stoffe wie Rhodium, Iridium, Ruthenium, Cobalt, Nickel, und Aluminium leiten dann den Strom besser als Kupfer oder Silber.